# TransJakarta

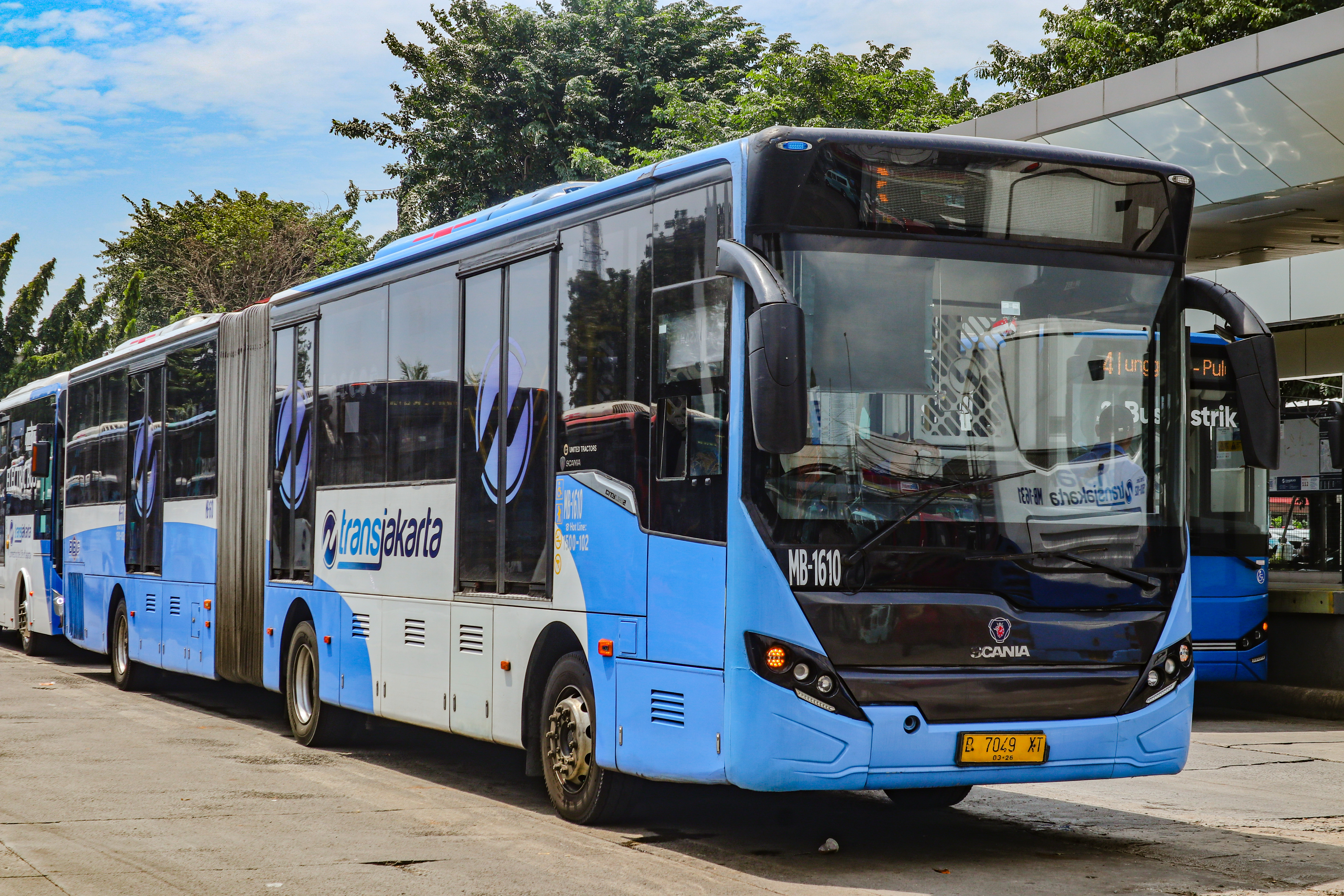
Gelede bus in 2025.

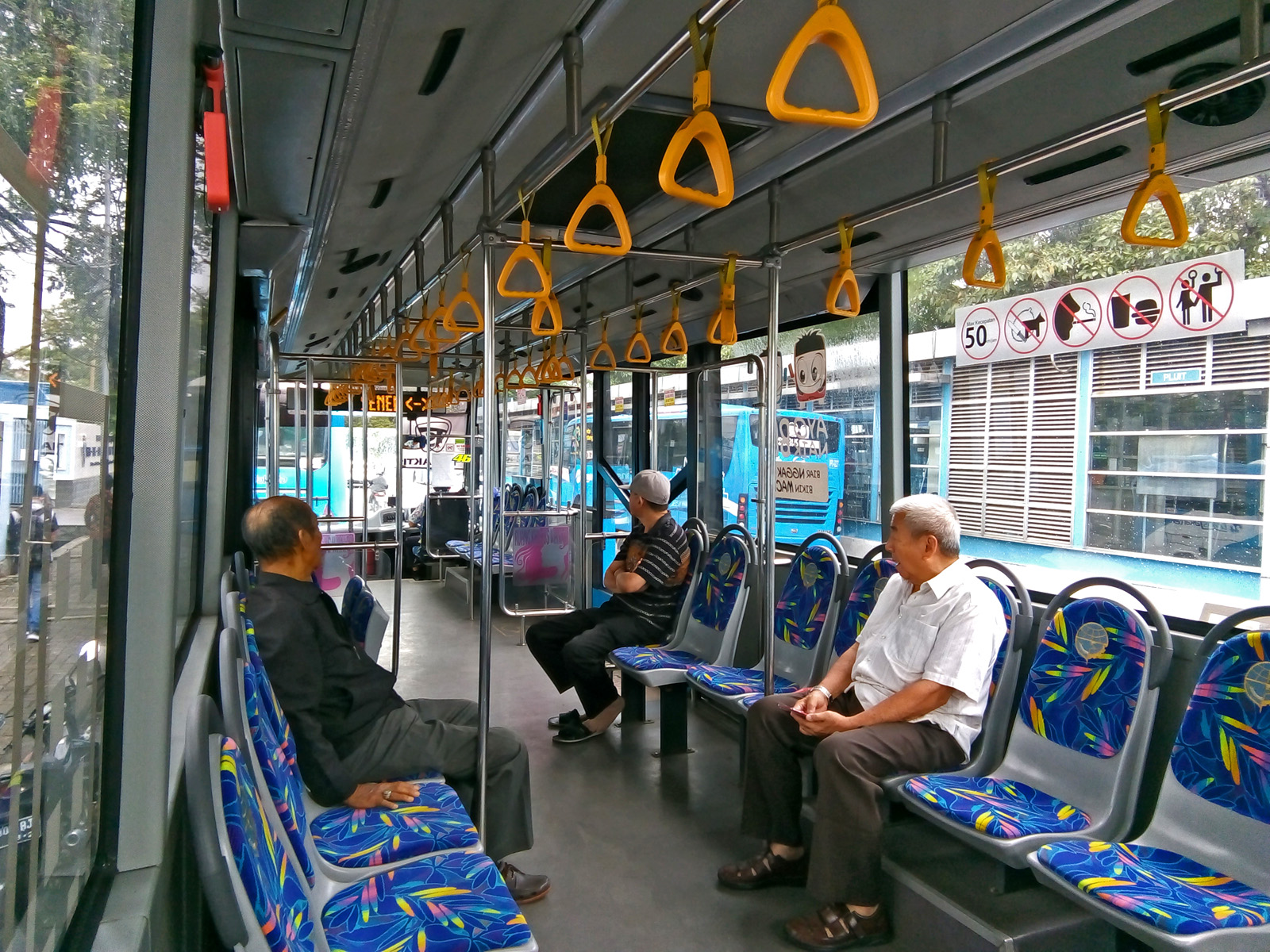
Interieur van een TransJakarta bus.

TransJakarta is een HOV-busbanensysteem in Jakarta. Het netwerk ging op 15 januari 2004 van start en heeft 13 hoofdcorridors. De doelstelling is om minder files te hebben in de chronisch door files geteisterde stad. Het systeem wordt dagelijks door ongeveer 450.000 passagiers gebruikt. De kaartjes worden deels gesubsidieerd door de lokale overheid en de ticketprijs lag in 2018 op 3.500 rupiah, met uitzondering van de vroege ochtendspits (5:00-7:00) wanneer de prijs maar 2.000 rupiah was.
TransJakarta is in korte tijd uitgegroeid tot het grootste netwerk vrije busbanen in de wereld, met 231 kilometer busbaan en meer dan 1.500 bussen in gebruik (2017).

## Geschiedenis

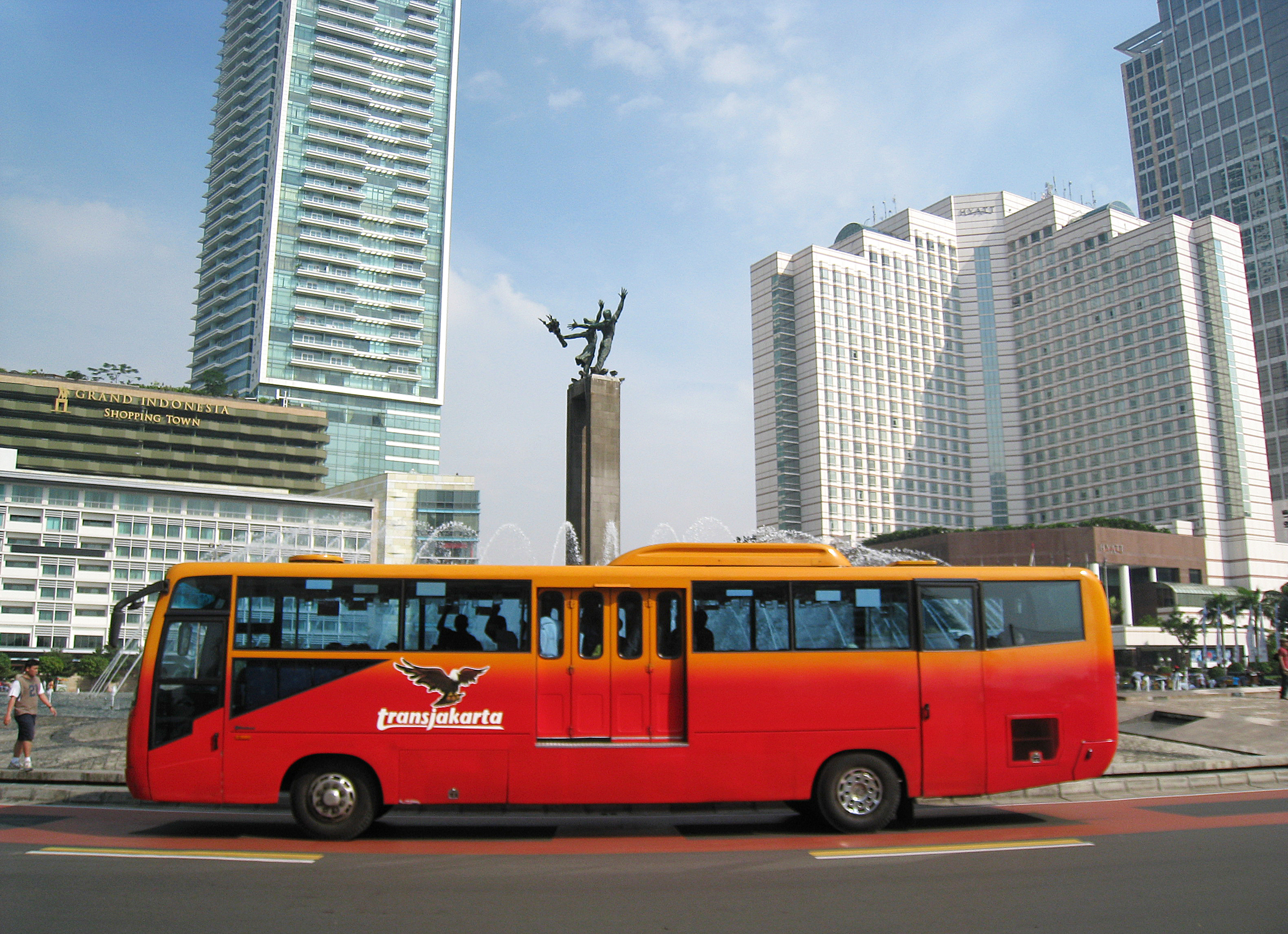
Een bus van TransJakarta. (2010)

De eerste TransJakartalijn opende voor reizigers op 15 januari 2004. In de eerste twee weken was het gratis te gebruiken, commercieel ging het op 1 februari 2004 van start. TransJakarta was gebouwd om een sneller, comfortabeler en betaalbare openbaar vervoerssysteem te bieden in Jakarta. Om dit waar te maken kregen de bussen aparte busbanen, gescheiden van het overige verkeer door betonnen blokken en verhoogde perrons waarbij de bussen deuren hebben op perronhoogte. Ondanks dit rijden er regelmatig auto's en vooral brommers over de busbaan. Controle hierop is er niet veel, maar in een toenemende trend.
Er waren enkele startproblemen, zoals een dak van de bussen dat botste tegen een spoorwegtunnel. Daarnaast hadden de bussen zelf problemen als kapotte deuren en stop-knoppen. Om seksegelijkheid te bevorderen verhoogt TransJakarta het aantal vrouwelijke bestuurders. Het doel is om 30% vrouwen in het bedrijf te hebben.
Van januari tot juli 2010 waren er 237 incidenten met TransJakarta-bussen, waarbij 57 gewonden en acht doden vielen. Incidenten worden vooral veroorzaakt door voetgangers die de busbanen oversteken en auto's die omkeren. Om ongewenste voertuigen op de busbanen een halt toe te roepen, heeft de hoofdcommissaris van de Jakartaanse politie in 2011 gezegd dat de bussen voortaan tegen het verkeer in moeten rijden. Vaak rijdt er allerlei verkeer over de busbanen in de spitsuren die plaatsvinden tussen 6:00-9:00 en 16:00-19:00.
Vanaf lijn 13 (geopend in 2017) worden de buslijnen van TransJakarta gebouwd op verhoogde busbanen op palen.

## Buslijnen

### Huidig
Er zijn anno 2018 dertien lijnen in gebruik:
- Koridor 1 (Kota - Blok M)
- Koridor 2 (Pulo Gadung - Harmoni)
- Koridor 3 (Kalideres - Pasar Baru)
- Koridor 4 (Pulo Gadung - Dukuh Atas 2)
- Koridor 5 (Ancol - Kampung Melayu)
- Koridor 6 (Dukuh Atas 2 - Ragunan)
- Koridor 7 (Kampung Melayu - Kampung Rambutan)
- Koridor 8 (Lebak Bulus - Harmoni)
- Koridor 9 (Pluit - Pinang Ranti)
- Koridor 10 (Tanjung Priok - PGC 2 Cililitan)
- Koridor 11 (Kampung Melayu - Pulogebang)
- Koridor 12 (Penjaringan - Tanjung Priok)
- Koridor 13 (CBD Ciledug - Tendean)

Naast deze 13 'hoofdcorridors' zijn er allerlei buslijnen die gebruik maken van delen van verschillende 'hoofdcorridors' en soms van de gewone rijweg.

### Gepland
Geplande lijnen:
- Koridor 14 (Blok M - Pondok Kelapa)
- Koridor 15 (Manggarai - Depok)